# 皆川完一
皆川 完一（みながわ かんいち、1928年3月24日 - 2011年10月28日）は、昭和・平成時代の歴史学者。

## 経歴
新潟県生まれ。
1949年（昭和24年）3月、東京大学文学部国史学科入学。1953年（昭和28年）卒業後は同大学院に進学。1956年（昭和31年）から史料編纂所に勤務し、1962年助手、1972年助教授、1979年教授、1988年（昭和63年）定年退官、名誉教授、愛知学院大学教授、1992年（平成4年）中央大学文学部教授、1998年（平成10年）定年退職。
文化庁文化財保護審議会専門委員・新潟県史編纂委員会参与・日本歴史学会理事・日本古文書学会理事などを歴任。

## 研究業績
国史大系『令集解』後編・『尊卑分脈』の校訂に従事。史料編纂所では『花押かがみ』・『東大寺開田図』・『正倉院文書目録』などの編纂を担当。『国史大辞典』編集委員。
また、正倉院文書研究で著名。「光明皇后願経五月一日経の書写について」（日本古文書学会編『日本古文書学論集3 古代Ⅰ』にも所収）などがある。正倉院文書研究会初代代表。

## 著書
- 『正倉院文書と古代中世史料の研究』吉川弘文館　2012

### 編著
- 『古代中世史料学研究』吉川弘文館　1998
- 『国史大系書目解題』山本信吉共編　吉川弘文館　2001
- 『内閣文庫所藏史籍叢刊 古代中世篇』益田宗,小口雅史,筧雅博と編修委員　汲古書院　2012